# Liste der osttimoresischen Botschafter beim Heiligen Stuhl
Diese Liste führt die osttimoresischen Botschafter beim Heiligen Stuhl auf.
| Bild | Name                                     | Amtszeit                         | Anmerkungen                                                                    |
| ---- | ---------------------------------------- | -------------------------------- | ------------------------------------------------------------------------------ |
|      | Justino Guterres                         | 2007 – Ende 2010                 | erster Botschafter Osttimors beim Heiligen Stuhl; Akkreditierung: 21. Mai 2007 |
|      | Armindo Pedro Simões                     | Ende 2010 – ?                    | Chargé d’Affaires                                                              |
|      | Ovídio de Jesus Amaral                   | 24. Februar – 27. April 2014 (†) | in Rom verstorben                                                              |
|      | Egas da Costa Freitas                    | 2016–2020                        | Ernennung: 19. November 2015; Akkreditierung: 22. Februar 2016                 |
|      | Juvita Rodrigues Barreto de A. Gonçalves | 2020–2023                        | Ernannt: 28. Januar 2020                                                       |
|      | Chloé Tilman Dindo                       | ab 2023                          | Vereidigung: 12. Dezember 2023                                                 |